# Lista över Bosniens och Hercegovinas regenter
Lista över Bosniens och Hercegovinas regenter inkluderar de regenter och härskare som styrde i Bosnien under medeltiden och framåt. Den inkluderar även de prinsar och hertigar över provinsen Hercegovina, som under medeltiden var en självstyrande provins inom Kroatien, Serbien och Bosnien, under olika tidsperioder. Hercegovina kom från 1320-talet vara en provins inom Bosnien och även senare att fortsätta vara nära knytet till Bosnien, vilket lade grunden till dagens nation Bosnien-Hercegovina. Listan exkluderar de tidigare regenterna innan den perioden Bosnien hade börjat ses som en separat enhet/provins.

## Tidigaste härskarna över Bosnien
- Tišemir (c. 890) lokal serbisk härskare som besegrades av Petar Gojniković.
- Petar Gojniković (c. 892–917) serbisk knez.
- Tomislav I (920?–928?) kung av Kroatien. (se lista över Kroatiens regenter)
- Časlav Klonimirović (930?–960-talet) serbisk knez, regerade i östra Bosnien. (se lista över Serbiens regenter)
- Mihajlo Krešimir (968–969?) kung av Kroatien.
- Stjepan Držislav (c. 969–997) son till Mihajlo Krešimir II, kung av Kroatien.
- Svetoslav Mucimir (997–1000) son till Stjepan Držislav, kung av Kroatien.
- Krešimir III (997–1030) yngre broder till Svetoslav Mucimir, kung av Kroatien.
- Gojislav (997–1020) yngre broder till Svetoslav Mucimir, kung av Kroatien.
- Kejsare Basileios II (1019–1030?) Kroatien och Bosnien vasallstater till Bysans.
- Petar Krešimir IV (c. 1060–1074) kung av Kroatien.
- Konstantin Bodin (c. 1080–1101) kung av Duklja (Serbien).
- 1102 - 1160-talet , Bosnien under ungersk överhöghet.
- 1160-talet–1180-talet, Bosnien under Bysans överhöghet.

## Baner av Bosnien
Självstyrande bosniska härskare tog sig titeln ban.
- Ban Borić (1154–1163) Bosnien vasallstat till Ungern.
- Kejsare Manuel I Komnenos (1163–1180) Bosnien vasallstat till Bysans.
- Ban Kulin (1172/1180–1204) frigör Bosnien från Bysans överhöghet.
- Ban Stjepan (1204–1232?)
- Ban Matej Ninoslav (c. 1232–c. 1253) Bosnien ockuperad av Ungern mellan 1235 och 1241, därefter tar Ninoslav kontrollen över större delen av Bosnien.
- Prijezda I av Bosnien (c. 1254–c. 1287)
- Prijezda II av Bosnien (1287?–1290)
- Kotroman (eller Stjepan I Kotromanić) (1287/1290?–1314) ban över norra Bosnien, vassal till Ungern, gift med Jelisaveta av serbiska Njemanjići dynastin, grundar dynastin Kotromanići.
- Pavao och Mladen Šubić (1299–1322) knezar från Dalmatien, kontrollerade banatet Bosnien.
- Ban Stjepan II Kotromanović (1314?/1322–1353) son till Kotroman, etablerar sig som ban efter en maktkamp med Šubić familjen.
- Tvrtko I Kotromanić (1353–1366) son till Vladislav Kotromanić och Jelena Šubić, brorson till Stjepan II Kotromanić.
- Vuk av Bosnien (1366–1367)

## Kungar av Bosnien
Banatet Bosnien omvandlades till ett kungarike under Tvrtko Kotromanić, som kröner sig 1377 till kung ”av serber, Bosnien och kustlandet”. 1390 tar han den nya titeln, kung ”av Raška, Bosnien, Dalmatien, Kroatien och kustlandet”. Dessa var dock inte mer än en titel då Tvrtko aldrig styrde över mer än Bosnien (inklusive Hercegovina/Hum), delar av Dalmatien och Raška.
- Tvrtko I Kotromanić (1367–1391) andra regeringstid, ban mellan 1353 och 1377 och kung av Bosnien mellan 1377 och 1391.
- Dabiša av Bosnien (1391–1395) illegitim son till Ninoslav Kotromanić, sonson till Kotroman av Bosnien.
- Helena Gruba (1395–1398) änka efter Stjepan Dabiša av Bosnien
- Stjepan Tomaš Ostoja Kotromanić (1398–1404) son till Tvrtko I Kotromanić, maktkamp inom bosniska adeln.
- Tvrtko II av Bosnien (1404–1409) illegitim son till Tvrtko I Kotromanić av Bosnien, avsätter Stjepan Ostoja Kotromanić.
- Stjepan Ostoja Kotromanić av Bosnien (1409–1418) andra regeringstid.
- Stjepan Ostojić (1418–1420) son till Ostoja Kotromanić av Bosnien.
- Tvrtko II Kotromanić av Bosnien (1420–1433) andra regeringstid, slogs med Ostoja och Radovoj om kontrollen av Bosnien.
- Radivoj Ostojić av Bosnien (1433–1435)
- Tvrtko II Kotromanić av Bosnien (1433–1443) tredje regeringstid.
- Stjepan Tomaš Ostojić (1443–1461) illegitim son till Ostoja Kotromanić av Bosnien.
- Stefan Tomašević (1461–1463) son till Stjepan Tomaš, var även despot av Serbien 1459, den sista kungen över Bosnien, blev halshuggen av osmanerna.
- Katarina av Bosnien (1463–1478) drottning av Bosnien, änka till Stjepan Tomaš, regerade i exil från Rom.

## Härskare över Hercegovina
Hercegovina bestod från början av de mindre provinserna Zahumlje (senare Hum) och Travunien. Den serbiska ätten Višević styrde över området sedan tidig medeltid och från år 1165 styrdes provinserna Zahumlje och Travunien av Miroslav, son till Zavida och bror till Stefan Nemanja som grundade den imperiska Nemanjićidynastin i Serbien. På 1320-talet blev områdena erövrade av Bosnien och kom därefter att forma Hercegovina och vara en provins inom konungariket Bosnien. Se även lista över Serbiens regenter.

### Tidigaste regenter av Travunien
- Beloje (eller Belo)
- Krajina (c. 850)
- Hvalimir
- Tišimir Belić
- Cucimir

### Regenter av Zahumlje
- Viš (? – ?) regerade i Zahumlje.
- Mihajlo Višević (910–930/40) son till Viš.
- Dragislav och Boleslav (? – ?) bröder och medregenter.
- Desa (?1151–1162) župan av Duklja, Travunien and Zahumlje före 1151 och sedan župan av Serbien mellan 1155 och 1162.
- Zavida (? – ?)
- Miroslav (1162–1190) son till Zavida och bror till Stefan Nemanja av Serbian, gift med Ban Kulins dotter, styrde under sin brors överhöghet.
- Rastko Nemanjić (1190–1192) son till Stefan Nemanja.
- Toljen I (1192–1198) son till Miroslav.
- Petar (1198–1227) son till Miroslav, även greve av Split från 1222, gift med markgreven av Istriens dotter.
- Toljen II (1227–1239) son till Toljen I, regerade i "övre Zahumlje".
- Nikola (? – ?) gift med Katarina Kotromanić 1238, regerade i "nedre Zahumlje".
- Andrija (? –1250) regerade över Primorje och södra Zahumlje.
- Bogdan (? –1249) son till Andrija, regerade i delar av Zahumlje.
- Radoslav (1249–1255) son till Andrija.
- Bogdan II (1285–1312)
- Stefan Konstantin (1312–1323) tillhörde ätten Nemanjići, regerade i Zahumlje och var tronpretendent i Serbien.
- Jovan Uglješa (c. 1370–1404) tillhörde ätten Mrnjavčević från Serbien, hertig av Zahumlje.
- Sandalj Hranić Kosača (1404–1435) knez över Zahumlje och vojvod av Bosnien.
- Stjepan Vukčič Kosača (1448?–1466) son till Sandalj Hranić Kosača, titulerade sig “herzog (hertig) av Sankt Sava, herre av Hum och Primorje, storhertig av konungariket Bosnien“.
- Vlatko (1466–1481)

1482 erövras Hercegovina av Ahmed Hercegović, son till Stjepan Vukčić Kosača, som hade övergått till osmansk tjänst och konverterat till islam.

## Osmanska Pascha-guvernörer i provinsen Bosnien
- Ishak-beg 1415–1440
- Himmeti-Zade Nesuh-beg 1440–1454
- Isa-beg Ishaković 1454–1463
- Gazi Husrev-beg 1520–1540
- Ferhat-paša Sokolović 1584–1587
- Kara Ali-paša 1587–1588
- Šahsuvar-paša 1588
- Ferhat-paša Sokolović (andra gången) 1589–1590
- Halil-paša 1590
- Sofi Mehmed-paša 1590–1591
- Herceg gazi Hasan-paša 1592
- Mustafa-paša 1592–1594
- Husejn-paša 1594–1595
- Ismail-paša 1595–1596
- Apardi-paša 1596
- Kodžaverdi-paša 1596–1597
- Idris-paša 1597–1598
- Hasan-paša 1598–1599
- Bosanac Dugalić Ahmed-paša 1599–1600
- Derviš-paša 1600
- Sofi Sinan-paša 1600–1601
- Tatar Mehmed-paša 1601
- Dželali Hasan-paša 1601–1602
- Hasan-paša (andra gången) 1602–1603
- Husrev-paša 1603–1606
- Gurdži Mehmed-paša 1606–1607
- Sofi Sinan-paša (andra gången) 1607–1608
- Kuršundži-zade Mustafa-paša 1608–1609
- Ibrahim-paša 1609–1610
- Kuršundži-zade Mustafa-paša (andra gången) 1610–1612
- Karakaš Mehmed-paša 1612–1613
- Iskender-paša 1613–1614
- Abdulbaki-paša 1614
- Iskender-paša (andra gången) 1614–1620
- Kuršundži-zade Mustafa-paša (andra gången) 1620
- Ibrahim-paša (andra gången) 1621
- Baltadži Mehmed-paša 1621–1622
- Bajram-paša 1622–1623
- Deli Ibrahim-paša 1623 - 1625
- Bajram-paša (andra gången) 1625
- Gazi Mustafa-paša 1625–1626
- Arnaut Ali-paša 1626–1627
- Bosanac Ebu Bekir-paša 1627–1628
- Abaza Mehmed-paša 1628–1631
- Hersekli Murat-paša 1631
- Hasan-paša 1631–1632
- Arnaut Mustafa-paša 1632
- Hasan-paša (andra gången) 1632–1633
- Sulejman-paša 1633
- Deli Ibrahim-paša (andra gången) 1633–1634
- Sulejman-paša (andra gången) 1634–1635
- Salih-paša Mostarac 1635–1637
- Bosanac Silahdar Vučo Mehmed-paša 1637–1639
- Bosanac Šahin Hasan-paša 1639–1640
- Kursundži Mehmed-paša 1640–1641
- Deli Husejn-paša 1641–1643
- Ahmed-paša 1643–1644
- Bosanac Varvar Ali-paša 1644–1645
- Omer-paša 1645
- Gabela Ibrahim-paša 1645–1647
- Tekeli Mustafa-paša 1647–1648
- Derviš Mehmed-paša 1648–1649
- Sarhoš oglu Hasan-paša 1649–1650
- Defterdar-zade Mehmed-paša 1650–1651
- Bosanac Fazli-paša 1651–1652
- Sadriali Sijavuš-paša 1652–1653
- Bosanac Fazli-paša (andra gången) 1653–1655
- Sadriali Sulejman-paša 1655
- Topal Hasan-paša 1655–1656
- Sejid Ahmed-paša 1655–1656
- Melek Ahmed-paša 1658–1659
- Servazad gazi Ali-paša 1659–1663
- Bosanac Ismail-paša 1663–1664
- Arnaud Mustafa-paša 1664–1665
- Bosanac Muharem-paša 1665
- Sahrab Mehmed-paša 1665–1666
- Kose Ali-paša 1666–1667
- Tešnjak Ibrahim-paša 1667–1670
- Teftišdži Mehmed-paša 1670–1672
- Džanpolad Husejn-paša 1672
- Kodža Arnaud Ibrahim-paša 1672–1674
- Mehmed-paša 1674–1676
- Hadži Ebu Bekir-paša 1676–1677
- Defterdar Ahmed-paša 1677–1678
- Kodža Arnaud Ibrahim-paša (andra gången) 1678
- Kodža Halil-paša 1678–1679
- Defterdar Ahmed-paša 1679–1681
- Abdurahman-paša 1681–1683
- Hizir-paša 1683–1684
- Ahmed-paša Osmanpašić 1684–1685
- Hersekli Osman-paša 1685
- Kunduk Ahmed-paša 1685–1686
- Sijavuš-paša 1686
- Mehmed-paša Atlagić 1686–1687
- Gazi Topal Husejn-paša 1687–1690
- Bujuk Džafer-paša 1690–1691
- Bošnjak gazi Mehmed-paša 1691–1697
- Bošnjak Sari Ahmed-paša 1697–1698
- Daltaban gazi Mustafa-paša 1698–1699
- Defterdar Halil-paša 1699–1702
- Bošnjak Sejfullah-paša 1702
- Hadži Ibrahim-paša 1703–1704
- Sirke Osman-paša 1705
- Mehmed-paša 1705–1707
- Banjalučki kapetan Mustafa-paša 1708
- Bošnjak Sejfullah-paša (andra gången) 1709–1710
- Kara Jilan Ali-paša 1711
- Sari Ahmed-paša 1712–1713
- Arnaud Ali-paša 1713
- Sadriali Ćuprilić Numan-paša 1714
- Bošnjak Sari Mustafa-paša 1715
- Jusuf-paša 1716
- Ibrahim-paša 1716
- Šabad Ahmed-paša 1717
- Kara Mustafa-paša 1717
- Sadriali Ćuprilić Numan-paša (andra gången) 1717
- Osman Defterdar-paša 1718–1719
- Topal Osman-paša 1720
- Muhsin-oglu Abdullah-paša 1721–1726
- Bošnjak Ahmed-paša Rustampašić 1727–1728
- Sadriali Kabakulak Ibrahim-paša 1729–1730
- Sikre Osman-paša 1731
- Muhsin-oglu Abdullah-paša (andra gången) 1732–1735
- Hećimoglu Ali-paša 1736–1739
- Muhsin-oglu Abdullah-paša (andra gången) 1740
- Gazi Ajvaz Mehmed-paša 1741
- Jegen Mehmed-paša 1742–1744
- Hećimoglu Ali-paša (andra gången) 1745
- Bostandži Sulejman-paša 1745–1746
- Hećimoglu Ali-paša (andra gången) 1746–1747
- Muhsin-oglu Abdullah-paša (andra gången) 1748
- Ihtijar hadži Ebu Bekir-paša 1749
- Sejjid Abdi-paša 1750
- Hadži Ahmed-paša Ćuprilić 1751
- Bošnjak hadži Mehmed-paša - Fočak 1752–1754
- Kamil Ahmed-paša 1755–1757
- Bošnjak hadži Mehmed-paša - Fočak (andra gången) 1758–1762
- Maldovan-zade Ali-paša 1763
- Aga Mehmed-paša 1764
- Hadži Ahmed-paša Ćuprilić (andra gången) 1765
- Silahdar Mehmed-paša 1766–1769
- Muhsin-zade Mehmed-paša 1770–1771
- Topal oglu Osman-paša 1772
- Dagistani Ali-paša 1773
- Alvazade Ali-paša 1774
- Silahdar Mehmed-paša (andra gången) 1775
- Dagistani Ali-paša (andra gången) 1776–1777
- Silahdar Mehmed-paša (tredje gången) 1778
- Sejid Mustafa-paša 1779
- Bošnjak defterdar Abdulah-paša 1780–1784
- Sejid Mehmed-paša 1785
- Ismail-paša 1785
- Morali Ahmed-paša 1786
- Selim-paša 1786–1787
- Bekr-paša 1788
- Arslan-paša 1789
- Bošnjak Miralem-paša 1790
- Hadži Salih-paša 1790
- Jusuf-paša Fočak 1790–1791
- Hadži Salih-paša 1791
- Abu Bekr-paša 1792
- Abu Bekr-paša (andra gången) 1795
- Perisan Mustafa-paša 1796–1797
- Vanli Mehmed-paša 1797–1799
- Bekr-paša 1800–1801
- Vanli Mehmed-paša (andra gången) 1802–1803
- Janičar Mustafa-paša 1804–1805
- Husrev Mehmed-paša 1806–1807
- Hilmi Ibrahim-paša 1808–1812
- Silahdar Ali-paša 1813–1814
- Huršid-paša 1815
- Sulejman-paša Bošnjak 1816–1817
- Derviš Mustafa-paša 1818–1819
- Mehmed Rušdi-paša 1820
- Dželaludin-paša 1820–1821
- Šerif Selim Siri-paša 1822–1824
- Belenli Hadži Mustafa-paša 1825
- Abdurahim-paša 1826–1827
- Namik-paša 1828–1831
- Ibrahim-paša 1831–1832

## Bosnen de facto autonomt
- Husein-kapetan Gradaščević 1831–1832

## Osmanska Pascha-guvernörer i provinsen Bosnien
- Mehmed Hamdi-paša 1831–1832
- Davud-paša 1833–1836
- Mehmed Vecihi-paša 1837–1839
- Mehmed Husrev-paša 1840–1842
- Muhendis Kamil-paša 1843–1844
- Osman Nuri-paša 1844
- Mehmed Tahir-paša 1847–1850
- Čerkez Hafiz Mehmed-paša 1850
- Kajredin-paša 1850
- Kiridli Veliedin-paša 1850–1851
- Mehmed Hursid-paša 1852–1856
- Mehmed Rašid-paša 1856–1857
- Mehmed Kani-paša 1857–1858
- Arnavut Mehmed Akif-paša 1858–1859
- Mehmed Kani-paša (andra gången) 1859
- Osman Mazhar-paša 1859–1861
- Šerif Topal Osman-paša 1861–1868
- Omer Favzi-paša 1868
- Šerif Topal Osman-paša 1868–1869
- Sefvet-paša 1869–1871
- Arnavut Mehmed Akif-paša (andra gången) 1871
- Mehmed Asim-paša 1871
- Ibrahim Derviš-paša 1872
- Mehmed Rašid-paša (andra gången) 1872
- Mustafa Asim-paša (andra gången) 1872
- Mustafa-paša 1872
- Mustafa Asim-paša (tredje gången) 1872.
- Arnavut Mehmed Akif-paša (tredje gången) 1873.
- Ibrahim Derviš-paša (andra gången) 1873.
- Ahmed Hamdi-paša 1874
- Rauf-paša 1874
- Ibrahim-paša 1875
- ?? 1876–1877
- Ahmed Mazhar-paša 1878

## Provinsen Bosnien och Hercegovina inom Österrike-Ungern
1878–1918

## Bosnien och Hercegovina inom Kungariket Jugoslavien
- Peter I Karađorđević 1918–1921
- Alexander I Karađorđević 1921–1934
- Peter II Karađorđević 1934–1945
- Paul Karađorđević 1934–1941

## Bosnien och Hercegovina inom NDH-Kroatien
1941–1945

## Presidenter för delrepubliken Bosnien och Hercegovina inom Federationen Jugoslavien
- Vojislav-Djedo Kecmanovic 1943–1946
- Djuro-Stari Pucar 1946–1948
- Vlado Segrt 1948–1953
- Djuro-Stari Pucar (andra gången) 1953–1963
- Rato Dugonjic 1963–1967
- Dzemal Bijedic 1967–1971
- Hamdija Pozderac 1971–1974
- Rato Dugonjic 1974–1978
- Raif Dizdarevic 1978–1982
- Branko Mikulic 1982–1984
- Milanko Renovica 1984–1985
- Munir Mesihovic 1985–1987
- Mato Andric 1987–1988
- Nikola Filipovic 1988–1989
- Obrad Piljak 1989–1990

## Det självständiga Bosnien och Hercegovinas presidenter
- Alija Izetbegović 1990–1996
- Radovan Karadžić 1990–1996
- Stjepan Kubinik 1990–1996
- Alija Izetbegović 1996–1998
- Zivko Radisic 1998–1999
- Ante Jelavic 1999–2000
- Alija Izetbegović (tredje gången) 2000
- Zivko Radisic (andra gången) 2000–2001
- Jozo Krizanovic 2001–2002
- Beriz Belkic 2002–2002
- Mirko Sarovic 2002–2003
- Borislav Paravac 2003
- Dragan Covic 2003–2004
- Sulejman Tihic 2004
- Borislav Paravac (andra gången) 2004–2005
- Ivo Miro Jovic 2005–2006
- Sulejman Tihic (andra gången) 2006
- Nebojša Radmanović 2006–2007